# Rio Arcaxém
O Arcaxém (em armênio: Արքաշեն; romaniz.: Ark'ašen), Arcaxã (Արխաշան, Arχašan) ou Arcaxim (Արխաշին, Arχašin) é um rio na província de Aragatsotn, na Armênia. É um dos tributários esquerdos do rio Amberde. Começa na costa ocidental do lago Cari, no monte Aragats, e se funde ao Amberde a quatro quilômetros a noroeste da vila de Antarute. Alimenta-se de nascentes e águas derretidas ao redor do Cari. O regime de fluxo é irregular, transbordando em maio-junho. O comprimento é de 13 quilômetros. A fortaleza de Amberde está localizada a uma altitude de 2 300 metros na confluência dos rios Amberde e Arcaxém.